# HD159876
HD159876 — хімічно пекулярна зоря спектрального класу A5, що має видиму зоряну величину в смузі V приблизно  3,5.
Вона  розташована на відстані близько 105,4 світлових років від Сонця.

## Фізичні характеристики
Зоря HD159876 обертається 
досить швидко 
навколо своєї осі. Проєкція її екваторіальної швидкості на промінь зору становить  Vsin(i)= 54км/сек.